# Irene Miguel-Aliaga
Irene Miguel Aliaga (Barcelona, 1973) es un investigadora especialista en biología del desarrollo española residente en Inglaterra profesora de Genética y Fisiología en el Imperial College de Londres. Investiga la plasticidad de los órganos adultos y por qué ciertos órganos cambian de forma en respuesta a los cambios ambientales. Fue elegida Miembro de la Royal Society en 2022 convirtiéndose junto a Carola García de Vinuesa en las primeras científicas de origen español que entran en la Royal Society de Londres.

## Biografía
Miguel-Aliaga creció en Barcelona estudió bioquímica en la Universidad Autónoma de Barcelona y se doctoró en genética en la Universidad de Oxford, supervisada por Kay Davies en modelos invertebrados de enfermedades humanas.
Posteriormente se trasladó a Estados Unidos para realizar una investigación posdoctoral, incorporándose al laboratorio de Stefan Thor en la Universidad de Harvard y más tarde a la Universidad de Linköping en Suecia donde caracterizó las neuronas de Drosophila. Recibió una beca Marie Skłodowska-Curie Actions y se unió a Alex Gould en el Instituto Nacional de Investigación Médica, donde estudió la especificación de las neuronas productoras de insulina que inervan el intestino. Regresó a Londres y en 2008, Miguel-Aliaga inició su carrera investigadora independiente en la Universidad de Cambridge. Fue nombrada becaria de desarrollo profesional de Wellcome Trust y finalmente se incorporó al Imperial College London. En Imperial, Miguel-Aliaga se desempeña como profesora de Genética y Fisiología.

## Investigación genética
Miguel-Aliaga se interesó por el desarrollo de las neuronas y el sistema nervioso, la diversificación neuronal y las neuronas del intestino. "Hay 500 millones de neuronas en el intestino -señala- se trata de ver cómo el intestino nos controla la fisiología, el metabolismo, el comportamiento”.
Investiga la plasticidad de los órganos humanos y, en particular, cómo los cambios ambientales afectan a los órganos adultos completamente desarrollados. Para comprender estos procesos, hace uso del tracto gastrointestinal, ya que permite estudiar cómo un órgano detecta señales de su entorno interno y externo. Para comprender mejor el significado funcional de varios órganos comparó el epitelio intestinal de hombres y mujeres. Identificó que los diferentes sexos biológicos demuestran diferentes comunicaciones cerebro-intestino, particularmente durante la producción y la formación de tumores. Como parte de este trabajo, su grupo identificó las vías de comunicación que existen entre el tracto gastrointestinal y otros órganos. Ha seguido utilizando el organismo modelo de la mosca Drosophila, ya que comparte más del 60% de sus genes con los humanos.

## Premios y reconocimientos
- 2012 Investigadora joven de la Organización Europea de Biología Molecular
- 2015 Journal of Cell Science One to Watch
- 2017 Elegida miembro de la Organización Europea de Biología Molecular (EMBO)[9]
- Beca avanzada del Consejo Europeo de Investigación 2018
- Premio Mujeres en la Ciencia del Suffrage Science 2018
- 2019 Elegida miembro de la Academia de Ciencias Médicas (FMedSci)[10]
- 2022 Elegida miembro de la Royal Society (FRS)[11][8]
- Medalla Mary Lyon 2022[12]

## Publicaciones Seleccionadas
- Enteric neurons and systemic signals couple nutritional and reproductive status with intestinal homeostasis
- The digestive tract of Drosophila melanogaster